# Xylophanes talco
Xylophanes talco är en fjärilsart som beskrevs av Heinrich Benno Möschler 1880. Xylophanes talco ingår i släktet Xylophanes och familjen svärmare. Inga underarter finns listade i Catalogue of Life.